# Feri Cansel
Feriha „Feri” Cansel (n. 7 iulie 1944, Nicosia, Imperiul Britanic – d. 2 septembrie 1983, İzmir, İzmir, Turcia) a fost o actriță turcă de origine cipriotă.

## Biografie
S-a născut în Nicosia, Cipru și și-a petrecut prima tinerețe în Regatul Unit, dobândind cetățenia britanică și a devenit coafor în Londra. Odată stabilită în Turcia, ea a obținut și cetățenia turcă, căsătorindu-se pentru comoditate cu conducătorul al blocului de apartamente din İstanbul unde locuia concluzând în acest scop. Ea a început în lumea spectacolului ca stripper și a apărut în primul ei film în 1964.
A fost mama actriței Zümrüt Cansel, născută în 1963 în Turcia.

## Carieră
Ea și-a început cariera de actorie cu roluri secundare în filmele mainstream ale cinematografiei și care a atins faima după ce a început să apară în „seks filmleri”, un anumit gen al căruia se dezvoltase în Turcia la mijlocul anilor 1970 pentru a dura până în ajunul anilor 1980. Numele ei a devenit sinonim cu valul în creștere de filme ale genului de atunci, cu o poveste mult redusă și un conținut soft până la mijlocul hardcore pornografică aranjat pentru a se potrivi gusturilor publicul local adesea deghizat în filme de comedie.
Potrivit bazei de date Sinematürk a filmelor turcești, cariera lui Feri Cansel a durat 18 ani, timp în care a jucat în 136 de filme. 120 dintre aceste filme pot fi clasificate ca aparținând liniei erotice. Cansel însăși, pe de altă parte, a susținut în 1978 că a apărut până atunci în 350 de filme erotice. Ambele cifre l-ar putea face pe Cansel să câștige titlul de-a lungul carierei pentru cel mai mare număr de filme erotice turcești realizate de orice actor/actriță.
Diferența dintre cele două figuri este explicată de practica extinsă la acea vreme a producători de filme, care au privit filmele care au fost filmate nu ca părți ale unei singure lucrări, ci doar ca material sursă pentru producția de filme multiple, pentru a tăia și pastă. Scenele erotice, în special, erau adesea tăiate și lipite pentru a asambla filme noi din diferite părți ale celor existente. Această practică deosebită a fost numită „parça” („literal” „fragment”), iar termenul a fost extins în săile de cinema înseși pentru a include practica operatorilor de a introduce material hardcore, care a fost Europa de cele mai multe ori, în filme „erotice” turcești.
Folosirea liberală de către Cansel a limbajului urât în filmele ei ia adus porecla de Emmanuelle din Kasimpașa, un cartier popular din Istanbul, renumit pentru discursul său ciudat, bogat în argo.

## Decesul
Ea a fost ucisă de logodnicul ei în Istanbul în 1983. Cansel a rămas în supraviețuire de fiica ei Zümrut Cansel, care și-a început, de asemenea, o scurtă carieră de actorie după uciderea mamei sale.